# Valea Roatei
Valea Roatei – wieś w Rumunii, w okręgu Buzău, w gminie Costești. W 2011 roku liczyła 9 mieszkańców.